# Aprenentatge dialògic
El concepte d'aprenentatge dialògic (Flecha, 1997) va ser desenvolupat gradualment a través de la recerca i l'observació respecte a com les persones aprenen tant fora com dins de les institucions educatives, quan està permès l'actuació i l'aprenentatge lliure. En aquest punt, és important esmentar les “comunitats d'aprenentatge”, les quals constitueixen un projecte educatiu que té per objecte la transformació social i cultural dels centres educatius i el seu entorn, emfatitzant la importància del diàleg igualitari entre tots els membres de la comunitat, incloent-hi professorat, estudiants, famílies, entitats i voluntaris. En les comunitats d'aprenentatge, resulta fonamental que tots els membres de la comunitat hi estiguin involucrats. La recerca demostra que els processos d'aprenentatge depenen més de la coordinació de totes les interaccions i activitats dutes a terme en els diferents espais de la vida de l'aprenent. Per tant, no solament de les interaccions i activitats desenvolupades en els espais d'aprenentatge formals, com les escoles. Tot això independentment de l'edat dels aprenents i incloent-hi el professorat. Seguint aquestes línies, les “comunitats d'aprenentatge” estan dirigides a múltiples contextos d'aprenentatge i interaccions amb l'objectiu que tots els estudiants aconsegueixin més alts nivells de desenvolupament (Vygotsky, 1995).

## Precedents teòrics
El concepte d'aprenentatge dialògic es vincula amb els diàlegs socràtics i amb la tradició occidental.  Amartya Sen, premi Nobel d'Economia (2007) posa de manifest en el llibre “Índia contemporània: entre la modernitat i la tradició” l'hàbit del poble hindú de fer preguntes, el que forneix un ric camp per al sorgiment de dos elements importants per a la democràcia; el diàleg i el raonament. La tradició argumentativa del poble hindú és també extremadament important a fi d'evitar desigualtats socials i eliminar la pobresa i les privacions. Segons Sen, “la veu” de les persones és també crucial. Les grans escriptures hindús es troben notablement obertes a l'ambigüitat. Tant a l'escriptura del Ramayana com la de Mahabharata, trobem que fins i tot els més “grans” herois tenen debilitats i els seus oponents, fortaleses. A més a més, la Bhagavad Gita, considerada com la peça central de les escriptures hindús, consisteix en un debat entre Arjuna i Krishna, ambdós amb posicions morals similars però amb diferents maneres d'entendre del Dharma o deure. Els diversos assajos històrics i filosòfics del llibre de Sen mostren la diversitat de punts de vista, fes i idees que sempre han coexistit a l'Índia i que van donar lloc a una tradició argumentativa tolerant.
En l'actualitat, el concepte d'aprenentatge dialògic es vincula a contribucions provinents de diverses perspectives i disciplines, com ara la teoria de l'acció dialògica (Paulo Freire, 1970), l'aproximació de la indagació dialògica (Wells, 2001) amb la teoria de l'acció comunicativa (Habermas, 1987), la noció de la imaginació dialògica (Bakhtin, 1981) i la teoria del “Jo Dialògic” (Soler, 2004). A més, el treball d'una important diversitat d'autors contemporanis està basat en concepcions dialògiques. És important esmentar autors com Jack Mezirow (1990, 1991, 2000) i la seva teoria transformativa de l'aprenentatge; Michael Fielding (2001), que percep els estudiants com a autèntics agents de canvi; Timothy Koschmann (1999) que va destacar els potencials avantatges de l'adopció de la dialogicitat com a base de l'educació; i Anne C. Hargrave (2000), que demostra que els nens en condicions d'aprenentatge dialògic adquireixen molt més vocabulari, que els que estan menys exposats a un entorn de lectura dialògica.
L'aprenentatge dialògic és el resultat del diàleg igualitari, en altres paraules, és la conseqüència d'un diàleg en el qual diferents persones donen arguments basats en pretensions de validesa i no de poder. L'aprenentatge dialògic es pot donar en qualsevol situació de l'àmbit educatiu i comporta un important potencial de transformació social.

### Wells: Indagació dialògica
Gordon Wells (2001) defineix indagació (“enquiry”) no com un mètode, sinó com una predisposició a qüestionar, tractant d'entendre situacions amb l'ajuda d'altres amb l'objectiu de trobar respostes. La “indagació dialògica” constitueix una aproximació educacional que evidencia la relació dialèctica entre l'individu i la societat, i l'existència d'una actitud destinada a adquirir coneixement a través de les interaccions comunicatives. Wells destaca que la predisposició per a la indagació dialògica depèn de les característiques dels entorns d'aprenentatge, i aquest és el motiu pel qual és important reconèixer-los dins d'uns contextos d'acció col·laborativa i d'interacció. Segons Wells, la indagació dialògica no solament enriqueix el coneixement dels individus sinó que també el transforma; assegurant així, la supervivència de les diferents cultures i la seva capacitat de transformar-se segons les necessitats de cada moment social.

### Freire: la teoria de l'acció dialògica
Paulo Freire (1970) estableix que la naturalesa de l'ésser humà és, per ella mateixa, dialògica, i creu que la comunicació té un rol principal en la nostra vida. Estem contínuament dialogant amb altres, i és en aquest procés on creem i ens recreem. Segons Freire, el diàleg és una reivindicació a favor de l'opció democràtica dels educadors. A fi de promoure un aprenentatge lliure i crític, els educadors han de crear les condicions per al diàleg que al seu torn provoqui la curiositat epistemològica de l'aprenent. L'objectiu de l'acció dialògica és sempre revelar la veritat, interaccionant amb els altres i amb el món. En la seva teoria e l'acció dialògica, Freire distingeix entre accions dialògiques, que són les que promouen enteniment, la creació cultural i l'alliberament i les que no són accions dialògiques, les quals neguen el diàleg, distorsionen la comunicació i reprodueixen poder.
Habermas: la teoria de l'acció comunicativa.
La racionalitat, per Jürgen Habermas (1987), té a veure més amb l'ús del coneixement que individus capaços de conversar i actuar realitzen, i, per tant, menys a veure amb el coneixement i la seva adquisició en si. Quan ens referim a la racionalitat instrumental, els agents socials realitzen un ús instrumental del coneixement: ells proposen certs objectius i pretenen aconseguir-los en un món objectiu. Per contra, en la racionalitat comunicativa, el coneixement es considera com aquell enteniment proveït pel món objectiu, així com, per la intersubjectivitat del context on l'acció es desenvolupa. Llavors, si la racionalitat comunicativa significa enteniment, es pot dir que han de ser analitzades les condicions per aconseguir consens. Per tant, és aquí on conceptes com el d'argument i el d'argumentació entren en joc. Mentre que els arguments es consideren conclusions formades tant per pretensions de validesa com per les raons per les quals també poden ser qüestionades; l'argumentació és el tipus de discurs en el qual els participants donen arguments per desenvolupar o rebutjar les pretensions de validesa que s'han tornat qüestionables. En aquest punt, la diferenciació de Habermas entre les pretensions de validesa i les pretensions de poder és important. Podríem estar intentant que alguna cosa que diem sigui considerat com bo o vàlid imposant-ho per força, o bé estar predisposats a entrar en un diàleg en el qual els arguments de les altres persones facin rectificar les nostres postures inicials. En el primer cas, veiem com l'interaccionant té pretensions de poder, mentre que en el segon cas hi ha pretensions de validesa. Mentre que en les pretensions de poder, l'argument de poder és aplicat, en les pretensions de validesa, la força de l'argument preval. Les pretensions de validesa constitueixen la base de l'aprenentatge dialògic.

### Bakhtin: imaginació dialògica
Mikhail Mikhailovich Bakhtin (1981) constitueix que existeix la necessitat de crear significats en una forma dialògica amb altres persones. El seu concepte de dialogisme mostra la relació entre llenguatge, interacció i transformació social. Bakhtin, l'individu no existeix fora del diàleg. És el concepte de diàleg, en si mateix, el que estableix l'existència de l'“altre”. De fet, és a través del diàleg, que l'altre no pot ser silenciat o exclòs. Bakhtin creu que els significats són creats en processos de reflexió entre les persones. Els mateixos significats que més tard utilitzem en converses amb uns altres, ampliant-se i fins i tot modificant-se a mesura que adquirim nous significats. En aquest sentit, Bakhtin afirma que, cada vegada que parlem sobre alguna cosa que hem llegit, vist o sentit, el que estem fent, de fet, és reflectint els diàlegs que ja hem tingut amb uns altres, mostrant els significats que hem anat creant en diàlegs previs. Això és el mateix que dir que el que s'ha dit no pot ser separat de la perspectiva dels altres: el discurs individual i el col·lectiu es troben profundament relacionats. És en aquest sentit, per tant, que Bakhtin parla d'una “cadena de diàlegs”, a fi d'assenyalar que tot diàleg és, en realitat, resultat d'un de previ i que al mateix temps, tot nou diàleg estarà present en els futurs.

### CREA: interaccions dialògiques i interaccions de poder
En el seu debat amb John Searle (Searle & Soler 2004), el Centre Especial de Recerca en Teories i Pràctiques Superadores de Desigualtats (CREA, d'ara endavant) van realitzar dues crítiques a Habermas. El treball de CREA referent a accions comunicatives assenyala, d'una banda, que el concepte clau no és la pretensió sinó la interacció. Encara que un cap pot sostenir pretensions de validesa quan convida el seu empleat a prendre un cafè amb ell, l'empleat pot estar motivat a acceptar la invitació per una pretensió de poder que sorgeix d'una estructura desigual de la companyia i de la societat, la mateixa que col·loca a l'empleat en una situació de subordinació respecte a l'ocupador. CREA defineix les relacions de poder com aquelles que en les quals les interaccions de poder involucrades predominen sobre les interaccions dialògiques, i les relacions dialògiques com aquelles en les quals les interaccions dialògiques prevalen sobre les interaccions de poder. Les interaccions dialògiques estan basades en la igualtat i busquen l'entesa a través dels interlocutors, valorant els arguments proveïts al diàleg, independentment de la posició de poder de l'interlocutor. En les institucions educatives de les democràcies podem trobar més interaccions dialògiques que en els centres educatius de les dictadures. No obstant això, fins i tot en els centres educatius de les democràcies, quan es parla de temes curriculars, la veu del professorat preval sobre la veu de les famílies, que es troba gairebé absent. Els projectes educatius que han contribuït a transformar algunes interaccions de poder en interaccions dialògiques demostren que hom aprèn molt més a través d'interaccions dialògiques que a través d'interaccions de poder.